# La Croisette (heuvel)

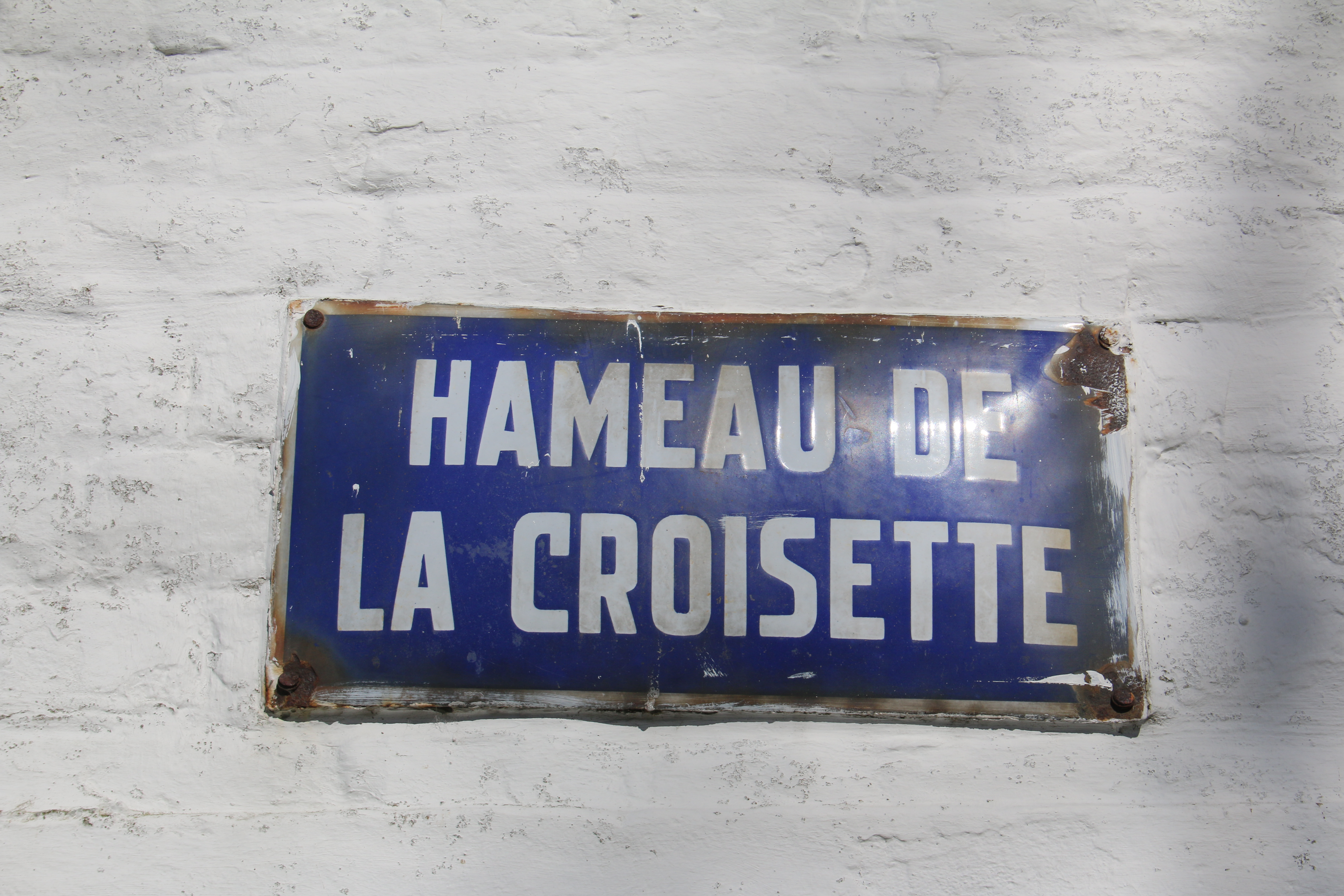

La Croisette is een heuvel in de Belgische Provincie Henegouwen. Hij behoort tot de heuvelzone van het Pays des Collines. Ten westen van La Croisette bevinden zich la Taillette (helling) en le Bourliquet, ten oosten bevindt zich le Grinquier .

## Wielrennen
La Croisette kan aan twee verschillende zijden beklommen worden. Aan de noordzijde, vertrekkend vanuit Saint-Sauveur, heet de helling La Croisette-nord/Aulnoit. Langs deze zijde heeft de helling een lengte van 1750 meter, een gemiddeld stijgingspercentage van 5,1% en een maximaal stijgingspercentage van 8%. Aan de zuidzijde, vertrekkend vanuit Frasnes-lez-Buissenal, heet de helling La Croisette-sud/Bas Forêt. Langs deze zijde is de helling 1000 meter lang en heeft hij een gemiddeld stijgingspercentage van 7%.
Ook zit ze in de bewegwijzerde Route des Collines voor recreatieve fietsers.